# Elytrostachys
Elytrostachys es un género de plantas herbáceas perteneciente a la familia de las poáceas. Es originario de Sudamérica desde Honduras a Venezuela.

## Taxonomía
El género fue descrito por Floyd Alonzo McClure y publicado en Journal of the Washington Academy of Sciences 32(6): 173, f. 4–6. 1942. La especie tipo es: Elytrostachys typica McClure

## Especies
- Elytrostachys clavigera McClure
- Elytrostachys typica McClure